# Jumpertown
La ville américaine de Jumpertown est située dans le comté de Prentiss, dans l’État du Mississippi. Lors du recensement de 2010, sa population s’élevait à 404 habitants. 

## Source
- (en) Cet article est partiellement ou en totalité issu de l’article de Wikipédia en anglais intitulé « Jumpertown, Mississippi » (voir la liste des auteurs).